# You See the Trouble with Me
You See the Trouble with Me è un singolo del cantante statunitense Barry White, pubblicato nel 1976 come secondo estratto dall'album  Let the Music Play.

## Descrizione
You See the Trouble with Me è stato prodotto e registrato da Barry White, che l'ha scritto assieme a Ray Parker Jr. nel 1975.

## Tracce
7"
1. You See the Trouble with Me – 3:18
2. I'm So Blue and You Are Too – 4:21

Durata totale: 7:39

## Classifiche
| Classifica (1976) | Posizione più alta |
| ----------------- | ------------------ |
| U.S. R&B Chart    | 14                 |
| Regno Unito       | 2                  |
| Paesi Bassi       | 19                 |

## Versione dei Black Legend
Nel 2000, il progetto discografico italiano Black Legend suonò alla fiera della musica di Cannes una prima versione del brano, intitolata We'll Be in Trouble, che mixava alcune parti di un concerto di Barry White. In seguito ad alcune difficoltà legali legate all'utilizzo del campionamento del brano originale, la voce di Barry White, venne incisa una nuova versione con la parte vocale interpretata da Elroy Powell che simulava la vocalità dell'interprete originale.
La nuova versione, pubblicata ufficialmente nel 2000 come You See the Trouble with Me, il titolo originale rimase come sottotitolo) ottenne subito un grosso successo in tutta l'Europa, entrando nelle classifiche dei principali paesi e raggiungendo la prima posizione in Regno Unito. In Italia rimane nella classifica della Deejay Parade per cinque mesi, restando tra i dischi riempipista dalla fine di febbraio all'aprile del 2000.

### Tracce (Versione dei Black Legend)
CD-Maxi (WEA 8573 83939-2 (Warner) [de] / EAN 0685738393923)
1. You See the Trouble with Me (We'll Be in Trouble Radio Edit) – 3:16
2. You See the Trouble with Me (Sharem Jey Remix) – 6:25
3. You See the Trouble with Me (We'll Be in Trouble Original Radio Edit) – 4:58
4. Across the Ocean (Album Version) – 5:44

### Classifiche (Versione dei Black Legend)
| Classifica (2000) | Posizione più alta |
| ----------------- | ------------------ |
| Regno Unito       | 1                  |
| Belgio (Vallonia) | 5                  |
| Spagna            | 13                 |
| Paesi Bassi       | 16                 |
| Norvegia          | 20                 |
| Francia           | 21                 |
| Svizzera          | 22                 |
| Italia            | 24                 |
| Australia         | 26                 |
| Germania          | 39                 |
| Belgio (Fiandre)  | 42                 |